# Сборная Уругвая по футболу (до 17 лет)
Сборная Уругвая по футболу до 17 лет (исп. Selección de fútbol sub-17 de Uruguay) — национальная футбольная команда, представляющая Уругвай в международных турнирах, за которую имеют право выступать игроки возрастом 17 лет и младше. Сборная контролируется Уругвайской футбольной ассоциацией. Главным тренером сборной является Сантьяго Остоласа.
Сборная Уругвая до 17 лет является серебряным призёром чемпионата мира. Также сборная трижды завоёвывала серебро на чемпионате Южной Америки до 17 лет.

## Статистика выступлений начемпионатах мира
| Год   | Раунд                    | Итог                     | И                        | В                        | Н                        | П                        | МЗ                       | МП                       |
| ----- | ------------------------ | ------------------------ | ------------------------ | ------------------------ | ------------------------ | ------------------------ | ------------------------ | ------------------------ |
| 1985  | Не квалифицировалась     | Не квалифицировалась     | Не квалифицировалась     | Не квалифицировалась     | Не квалифицировалась     | Не квалифицировалась     | Не квалифицировалась     | Не квалифицировалась     |
| 1987  | Не квалифицировалась     | Не квалифицировалась     | Не квалифицировалась     | Не квалифицировалась     | Не квалифицировалась     | Не квалифицировалась     | Не квалифицировалась     | Не квалифицировалась     |
| 1989  | Не квалифицировалась     | Не квалифицировалась     | Не квалифицировалась     | Не квалифицировалась     | Не квалифицировалась     | Не квалифицировалась     | Не квалифицировалась     | Не квалифицировалась     |
| 1991  | Групповой этап           | 12-е                     | 3                        | 1                        | 0                        | 2                        | 1                        | 3                        |
| 1993  | Не квалифицировалась     | Не квалифицировалась     | Не квалифицировалась     | Не квалифицировалась     | Не квалифицировалась     | Не квалифицировалась     | Не квалифицировалась     | Не квалифицировалась     |
| 1995  | Не квалифицировалась     | Не квалифицировалась     | Не квалифицировалась     | Не квалифицировалась     | Не квалифицировалась     | Не квалифицировалась     | Не квалифицировалась     | Не квалифицировалась     |
| 1997  | Не квалифицировалась     | Не квалифицировалась     | Не квалифицировалась     | Не квалифицировалась     | Не квалифицировалась     | Не квалифицировалась     | Не квалифицировалась     | Не квалифицировалась     |
| 1999  | Четвертьфинал            | 8-е                      | 4                        | 1                        | 1                        | 2                        | 8                        | 5                        |
| 2001  | Не квалифицировалась     | Не квалифицировалась     | Не квалифицировалась     | Не квалифицировалась     | Не квалифицировалась     | Не квалифицировалась     | Не квалифицировалась     | Не квалифицировалась     |
| 2003  | Не квалифицировалась     | Не квалифицировалась     | Не квалифицировалась     | Не квалифицировалась     | Не квалифицировалась     | Не квалифицировалась     | Не квалифицировалась     | Не квалифицировалась     |
| 2005  | Групповой этап           | 15-е                     | 3                        | 0                        | 0                        | 3                        | 3                        | 7                        |
| 2007  | Не квалифицировалась     | Не квалифицировалась     | Не квалифицировалась     | Не квалифицировалась     | Не квалифицировалась     | Не квалифицировалась     | Не квалифицировалась     | Не квалифицировалась     |
| 2009  | Четвертьфинал            | 7-е                      | 5                        | 2                        | 2                        | 1                        | 8                        | 7                        |
| 2011  | Финалист                 | 2-е                      | 7                        | 5                        | 0                        | 2                        | 11                       | 5                        |
| 2013  | Четвертьфинал            | 6-е                      | 5                        | 3                        | 1                        | 1                        | 14                       | 6                        |
| 2015  | Не квалифицировалась     | Не квалифицировалась     | Не квалифицировалась     | Не квалифицировалась     | Не квалифицировалась     | Не квалифицировалась     | Не квалифицировалась     | Не квалифицировалась     |
| 2017  | Не квалифицировалась     | Не квалифицировалась     | Не квалифицировалась     | Не квалифицировалась     | Не квалифицировалась     | Не квалифицировалась     | Не квалифицировалась     | Не квалифицировалась     |
| 2019  | Будет определено позднее | Будет определено позднее | Будет определено позднее | Будет определено позднее | Будет определено позднее | Будет определено позднее | Будет определено позднее | Будет определено позднее |
| Итого | 6/17                     | 1 серебро                | 27                       | 12                       | 4                        | 11                       | 45                       | 33                       |

## Статистика выступлений начемпионатах Южной Америки (до 17 лет)
| Год      | Итог                     | И                        | В                        | Н                        | П                        | МЗ                       | МП                       |                          |
| -------- | ------------------------ | ------------------------ | ------------------------ | ------------------------ | ------------------------ | ------------------------ | ------------------------ | ------------------------ |
| 1985     | Пятое место              | 8                        | 3                        | 1                        | 4                        | 11                       | 13                       |                          |
| 1986     | Групповой этап           | 4                        | 2                        | 1                        | 1                        | 4                        | 3                        |                          |
| 1988     | Групповой этап           | 4                        | 1                        | 1                        | 2                        | 5                        | 6                        |                          |
| 1991     | Финалист                 | 7                        | 3                        | 3                        | 1                        | 19                       | 4                        |                          |
| 1993     | Групповой этап           | 4                        | 2                        | 0                        | 2                        | 10                       | 3                        |                          |
| 1995     | Третье место             | 6                        | 2                        | 2                        | 2                        | 13                       | 8                        |                          |
| 1997     | Групповой этап           | 4                        | 2                        | 0                        | 2                        | 4                        | 4                        |                          |
| 1999     | Третье место             | 6                        | 4                        | 1                        | 1                        | 14                       | 6                        |                          |
| 20052001 | Групповой этап           | 4                        | 2                        | 0                        | 2                        | 8                        | 7                        |                          |
| 20052003 | Четвёртое место          | 7                        | 4                        | 0                        | 3                        | 14                       | 10                       |                          |
| 2005     | Финалист                 | 7                        | 5                        | 1                        | 1                        | 15                       | 5                        |                          |
| 2007     | Групповой этап           | 4                        | 1                        | 1                        | 2                        | 7                        | 6                        |                          |
| 2009     | Третье место             | 7                        | 4                        | 2                        | 1                        | 11                       | 6                        |                          |
| 2011     | Финалист                 | 9                        | 4                        | 3                        | 2                        | 12                       | 10                       |                          |
| 2013     | Четвёртое место          | 9                        | 4                        | 4                        | 1                        | 20                       | 12                       |                          |
| 2015     | Пятое место              | 9                        | 6                        | 0                        | 3                        | 17                       | 10                       |                          |
| 2017     | Групповой этап           | 4                        | 1                        | 1                        | 2                        | 4                        | 5                        |                          |
| 2019     | Будет определено позднее | Будет определено позднее | Будет определено позднее | Будет определено позднее | Будет определено позднее | Будет определено позднее | Будет определено позднее | Будет определено позднее |
| Итого    | 17/17                    | 103                      | 50                       | 21                       | 32                       | 188                      | 118                      |                          |

### Индивидуальные награды
Ниже перечислены индивидуальные награды игроков сборной Уругвая до 17 лет на чемпионатах мира для игроков до 17 лет.
| Год  | Награда          | Игрок              |
| 1999 | Бронзовый мяч    | Альваро Менесес    |
| 2009 | Бронзовая бутса  | Себастьян Галлегос |
| 2011 | Золотая перчатка | Хонатан Куберо     |
| ---- | ---------------- | ------------------ |

## Достижения
- Чемпионат мира (до 17 лет)

- Финалист: 2011

- Чемпионат Южной Америки (до 17 лет)

- Финалист: 1991, 2005, 2011